# Dindon de Ronquières
Le dindon de Ronquières est une race de dinde domestique originaire de Belgique.

## Histoire et description
Le dindon a été importé par les Espagnols en Europe occidentale au XVIe siècle. Le dindon arrive rapidement dans les Pays-Bas méridionaux, comme le montre un tableau de Joachim Bueckelaer, datant de 1566,. Le dindon est arrivé un peu plus tard dans le Hainaut et notamment à Ronquières où cette race a été sélectionnée au moins depuis la seconde moitié du XVIIe siècle, ayant été apportée par les archers qui y avaient un terrain d'exercice. De plus cet oiseau n'était pas imposé par la dîme, ce qui rendait son élevage plus rentable que d'autres. Elle a été sélectionnée avec des races locales de type « délavé » en cinq variétés : ronquières à épaulettes jaunes, ronquières fauve, ronquières jaspé, ronquières blanc et ronquières perdrix. Le jaspé présente un cou blanc, un sous plumage blanc à gris foncé et l'extrémité de chaque plume possède une barre subterminale d'un noir brillant et surtout chez la dinde, avec un très fin liseré terminal blanc.
Elle est à l'origine avec d'autres races du dindon Cröllwitzer et plus récemment du dindon porcelaine (croisement avec le ronquières jaspé).
Le dindon de Ronquières aime la liberté et vole bien, c'est un bon brouteur raffolant d'ortie. Rustique, il n'est pas trop haut sur pattes et de taille petite à moyenne (moins de 10 kg pour le mâle et 4,5 kg pour la dinde). Le corps d’un coq qui fait la roue s’inscrit dans un carré, aussi bien vu de face que de côté ou de haut. La poule est nettement plus petite que le coq  La dinde pond à partir de mars et commence à couver en mai. Une seconde ponte peut survenir à la fin de juillet. C'est une excellente couveuse, pouvant en couvrir vingt-deux. Les oiseaux prennent leur coloration rouge d'adulte vers 9 à 10 mois.

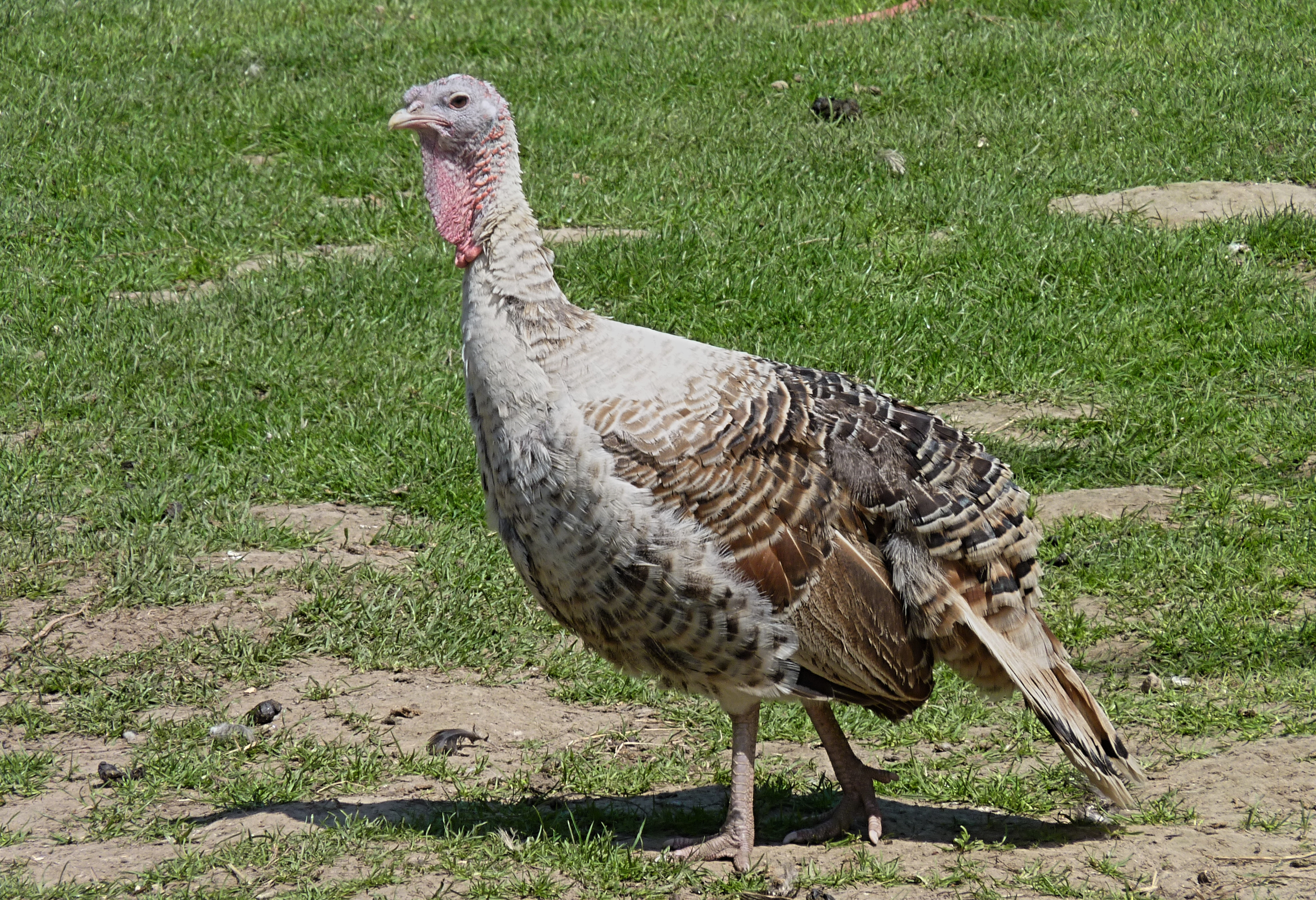
Dinde de Ronquières